# Кобзарєв Володимир Олександрович
Володимир Олександрович Кобзарєв (нар. 12 червня 1957, Ворошиловград, УРСР) — радянський футболіст та український тренер, нападник, майстер спорту СРСР (1977).

## Кар'єра гравця
Футболом Володимир Кобзарєв розпочинав займатися у футбольній школі луганської «Зорі», де його першим тренером був Володимир Іванович Коваленко. Пізніше продовжив навчання в луганському спортінтернаті, у тренера Вадима Дмитровича Добіжі. У 1975 році молодого півзахисника запрошують до дублюючого складу «Зорі», в якому він провів два сезони і 2 травня 1977 року дебютував у вищій лізі за основний склад, у матчі «Зоря» — «Шахтар» (Донецьк) 0:0. У тому ж році, в складі своєї команди, став півфіналістом Кубка СРСР, за цей успіх 20 річному футболістові було присвоєно звання Майстра спорту СРСР. У 1980 році Володимира призивають до армії й направляють у київський СКА. У своєму першому сезоні за армійський клуб був переможцем української зони другої ліги, ставши чемпіоном УРСР, а в стикових матчах Кобзарев з партнерами завоювали путівку в першу лігу. У СКА, Володимир був одним з лідерів команди і по закінченню терміну служби отримав запрошення перейти у вищоліговий «Дніпро» з Дніпропетровська, за який відіграв два з половиною сезони, але в дніпропетровському клубі твердого місця в основному складі не мав і в 1983 році перейшов у павлоградський «Колос».
У 1984 році Олег Базилевич, який тренував «Зорю», запропонував півзахисникові повернутися в рідну команду, яка на той час переживала не найкращі часи. Повернувшись у Ворошиловград, став одним з лідерів колективу, який поступово почав вибиратися з кризи. У 1986 році команда перемагає у своїй зоні другої ліги і підвищується в класі. Солідний внесок в успіх «Зорі» вніс і її капітан Кобзарєв, який виконував величезний обсяг роботи на полі і відрізнявся самовідданою та безкомпромісною грою.
Покинувши ворошиловградський клуб Володимир у 1989 році, нетривалий час пограв за павлоградський «Шахтар», остаточно вирішив завершити кар'єру гравця, перейшовши на роботу дитячим тренером. Проте, в 1993 році знову виходив на поле у складі аматорської команди «Дружба-Хліб» з Магдалинівка, а також у сезоні 1993/94 років, в складі команди «Механізатор-Металіст» з Дніпропетровська, брав участь в чемпіонаті України з міні-футболу.

## Кар'єра тренера
Після закінчення кар'єри гравця працював тренером у дніпропетровському спортінтернаті. У квітні 1994 року Володимиру Олександровичу надходить пропозиція очолити луганську «Зорю», яка перебувала на дні турнірної таблиці вищої ліги чемпіонату України. З приходом нового тренера команда ожила, заграла впевненіше, провівши серію виграшних матчів і в підсумку віддалилася від конкурентів у боротьбі за виживання, фінішувала на 14 місці. Наступного сезону, після першого кола команда закріпилася в середині турнірної таблиці, але керівники клубу зважилися на зміну тренера, з другого кола довіривши колектив Анатолію Коршикову.
Після Луганська, Кобзарев протягом двох років очолював друголіговий «Металург» з Новомосковська. У жовтні 1998 року тренер отримав пропозицію очолити дніпропетровський «Дніпро». Команда перебувала в середині турнірної таблиці, показуючи невиразну гру, але подолати ігрову кризу Володимиру Олександровичу не вдалося і в квітні 1999 року тренер поступився своєю посадою Леоніду Колтуну, після чого прийняв друголіговий «Дніпро-2».
У липні 2002 року, Кобзарев знову став біля керма луганської «Зорі», яка опустилася на той час до другої ліги. Клуб очолив новий президент — Юрій Севастьянов, який поставила за мету вихід у першу лігу. І наставник блискуче впорався із завданням підвищення в класі, завоювавши путівку в першу лігу. У новому сезоні команда стартувала з трьох поразок і хоча згодом ситуацію вдалося виправити, Кобзарєв покинув свій пост, залишивши команду своєму помічнику Олексію Чистякову.
Надалі працював в структурах ФК ЦСКА (Москва), був старшим тренером ДЮСШ ФК ЦСКА (Москва). З 2011 року — старший тренер відділення футболу СДЮШОР № 44 департаменту фізичної культури і спорту Москви.

## Досягнення

### Як гравця
- Чемпіонат УРСР
  -  Чемпіон (2): 1980, 1986

- Кубок СРСР з міні-футболу
  -  Володар (1): 1991

### Як тренера
- Друга ліга чемпіонату України
  -  Чемпіон (1): 2003

### Відзнаки
- Майстер спорту СРСР: 1977